# Dale Saunders
Dale Saunders (né le 9 novembre 1973 à Trinité-et-Tobago) est un footballeur international trinidadien, qui évoluait au poste de milieu de terrain.

## Biographie

### Carrière en sélection
Avec l'équipe de Trinité-et-Tobago, il joue 48 matchs (pour 4 buts inscrits) entre 1997 et 2003[réf. nécessaire]. 
Il figure dans le groupe des sélectionnés lors des Gold Cup de 1998 et de 2002, où son équipe est éliminée à chaque fois au premier tour.
Il joue également 10 matchs comptant pour les tours préliminaires de la coupe du monde 2002.

## Palmarès
| San Juan Jabloteh - Coupe de Trinité-et-Tobago (1) : - Vainqueur : 1998. - Coupe FCB de Trinité-et-Tobago (1) : - Vainqueur : 2000.                                                                   |  | Joe Public \| - Championnat de Trinité-et-Tobago (2) : - Champion : 2006 et 2009. - Coupe de Trinité-et-Tobago (3) : - Vainqueur : 2001, 2007, 2009. - Coupe FCB de Trinité-et-Tobago : - Finaliste : 2008 et 2009. \| \| - Coupe Pro Bowl de Trinité-et-Tobago (1) : - Vainqueur : 2009. - Coupe Toyota Classic de Trinité-et-Tobago (2) : - Vainqueur : 2007 et 2009. - CFU Club Championship : - Finaliste : 2007. \| |
| - Championnat de Trinité-et-Tobago (2) : - Champion : 2006 et 2009. - Coupe de Trinité-et-Tobago (3) : - Vainqueur : 2001, 2007, 2009. - Coupe FCB de Trinité-et-Tobago : - Finaliste : 2008 et 2009. |  | - Coupe Pro Bowl de Trinité-et-Tobago (1) : - Vainqueur : 2009. - Coupe Toyota Classic de Trinité-et-Tobago (2) : - Vainqueur : 2007 et 2009. - CFU Club Championship : - Finaliste : 2007. |